# 애펄루사 (1966년 영화)
애펄루사(The Appaloosa)는 미국에서 제작된 시드니 J. 퓨리 감독의 1966년 서부 영화이다. 말론 브란도 등이 주연으로 출연하였고 알랜 밀러 등이 제작에 참여하였다.

## 출연

### 주연
- 말론 브란도
- 안자네트 코머

### 조연
- 존 색슨
- 에밀리오 페르난데즈
- 알렉스 몬토야

## 제작진
- 원작자: 로버트 맥로드
- 의상: 헬렌 콜빅
- 의상: 로즈마리 오델